# Marcel Cupák
Marcel Cupák (Brno, Checoslovaquia, 19 de diciembre de 1973 – Brno, República Checa; 7 de abril de 2025) fue un futbolista de República Checa que jugó en la posición de delantero.

## Carrera

### Club
| Periodo   | Club                            |
| --------- | ------------------------------- |
| 1991-1993 | FC Boby Brno                    |
| 1993      | FC Svit Zlín                    |
| 1994–1997 | FC Boby Brno                    |
| 1998–1999 | SK Sigma Olomouc                |
| 1999      | SK Dynamo České Budějovice      |
| 1999–2001 | FC Petra Drnovice               |
| 2001–2003 | 1. FC Brno                      |
| 2004-2005 | Union Dietach                   |
| 2006-2014 | TJ Sokol Křoví                  |
| 2012      | → SK Sokol Jaroslavice (cedido) |

### Selección nacional
Jugó para República Checa en tres ocasiones en 1994 y anotó un gol.